# Parlamentos regionais da Rússia
Os parlamentos regionais da Rússia são os órgãos legislativos de poder nas regiões da Rússia (repúblicas, krais, oblasts, okrugs autônomos e cidades federais), que têm nomes diferentes, muitas vezes coletivamente referidos nos meios de comunicação como parlamentos regionais.
A estrutura federal da Rússia inclui 85 parlamentos regionais. O maior parlamento regional é a Assembléia Estadual da República do Bascortostão, que é composta por 110 deputados. A menor é a Duma de Chukotka do Okrug Autônomo que consiste em 15 deputados. Atualmente, cada parlamento regional é eleito para uma sessão de 5 anos.